# Давлеткулово (Мелеузівський район)
Давлетку́лово (рос. Давлеткулово, башк. Дәүләтҡол) — присілок у складі Мелеузівського району Башкортостану, Росія. Входить до складу Корнієвської сільської ради.
Населення — 145 осіб (2010; 144 в 2002).
Національний склад:
- башкири — 93%

## Відомі люди
- Ісангулова Гульсум Сабірівна — Народна артистка Башкортостану та Татарської АРСР.
- Рафіков Булат Загрийович - башкирський письменник.